# Klassik Open Air (Nürnberg)

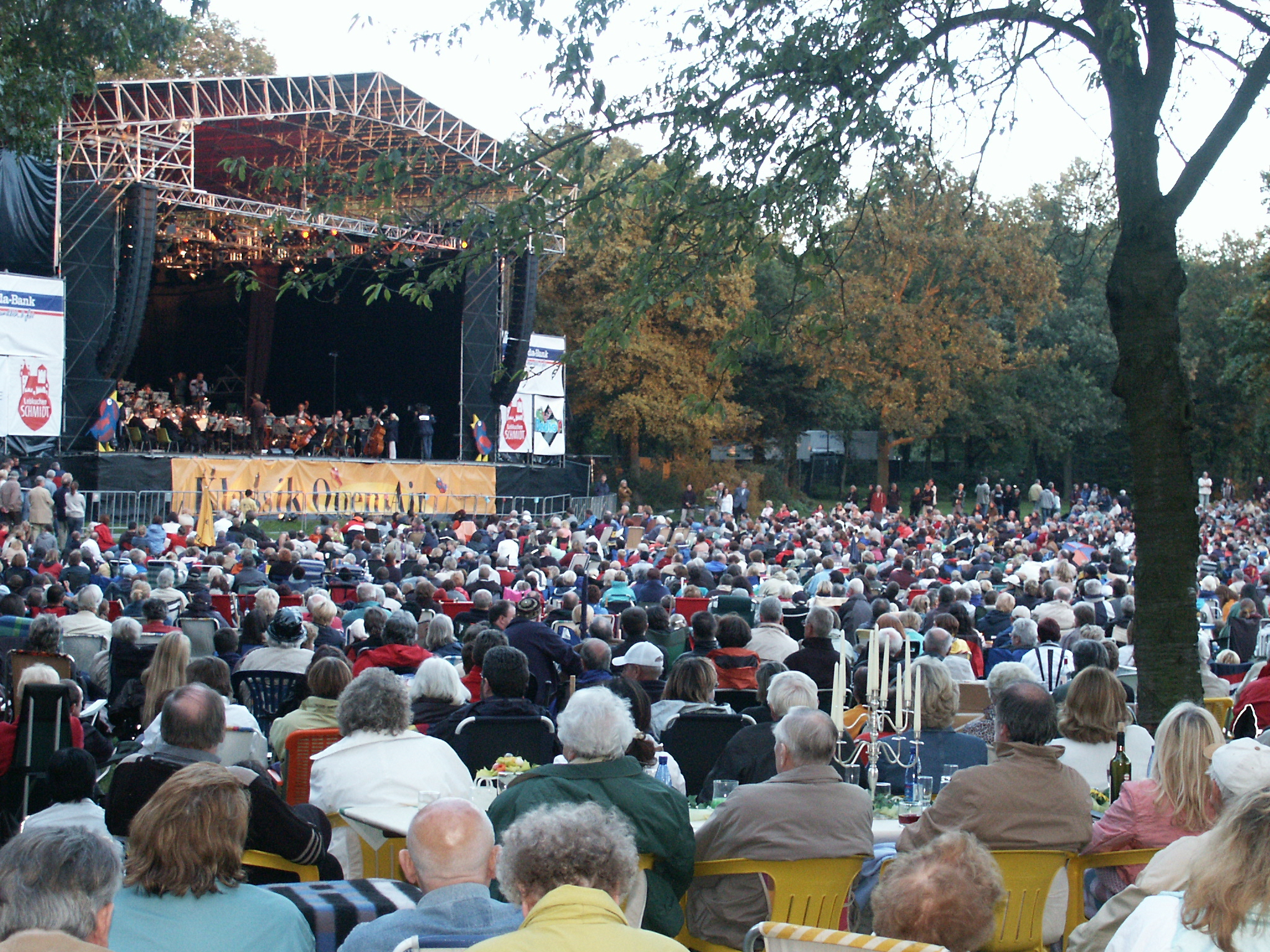
Klassik Open Air im Luitpoldhain, 2005

Das Klassik Open Air in Nürnberg gilt als die größte Freiluftveranstaltung mit klassischer Musik auf dem europäischen Kontinent. Nach Schätzungen der Veranstalter kommen jährlich insgesamt über 160.000 Besucher bei freiem Eintritt zu zwei Konzerten Ende Juli und Anfang August. Neben dem Bardentreffen ist es die zweite große Musikveranstaltung im öffentlichen Raum der Stadt.
Die Doppelkonzerte des alljährlichen Open Airs werden von den Nürnberger Symphonikern und der Staatsphilharmonie Nürnberg gemeinschaftlich gestaltet. Veranstalter ist das Kulturreferat der Stadt Nürnberg. Sie bieten eine Mischung aus anspruchsvollen und populären Stücken bis hin zu klassischen Arrangements von Filmmusik.
Das Klassik Open Air begann 2000 anlässlich der 950-Jahr-Feier der Stadt mit drei kostenlosen Freiluftkonzerten der beiden großen Orchester der Stadt im Luitpoldhain in der südlichen Innenstadt. Zu den Initiatoren des Festivals gehörte die im Jahr 2014 verstorbene Henriette Schmidt-Burkhardt. Vorbild waren ähnliche Konzerte der New Yorker Symphoniker im Central Park und vor allem die Proms in the Park im Londoner Hyde Park. Wie dort sind auch in Nürnberg die Zuschauer eingeladen, es sich auf der Rasenfläche vor der Bühne mit mitgebrachten Decken und Klappstühlen bequem zu machen. In der Zwischenzeit hat sich das zu einer richtigen Picknickkultur im Kerzenschein in den Abendstunden und Wunderkerzen-Abbrennen zum Abschluss entwickelt. Ein Vorteil des Geländes im Luitpoldhain sind die ansteigenden Flächen am hinteren Ende des Zuschauerbereichs, die einen guten Überblick bieten und sich besonderer Beliebtheit erfreuen.

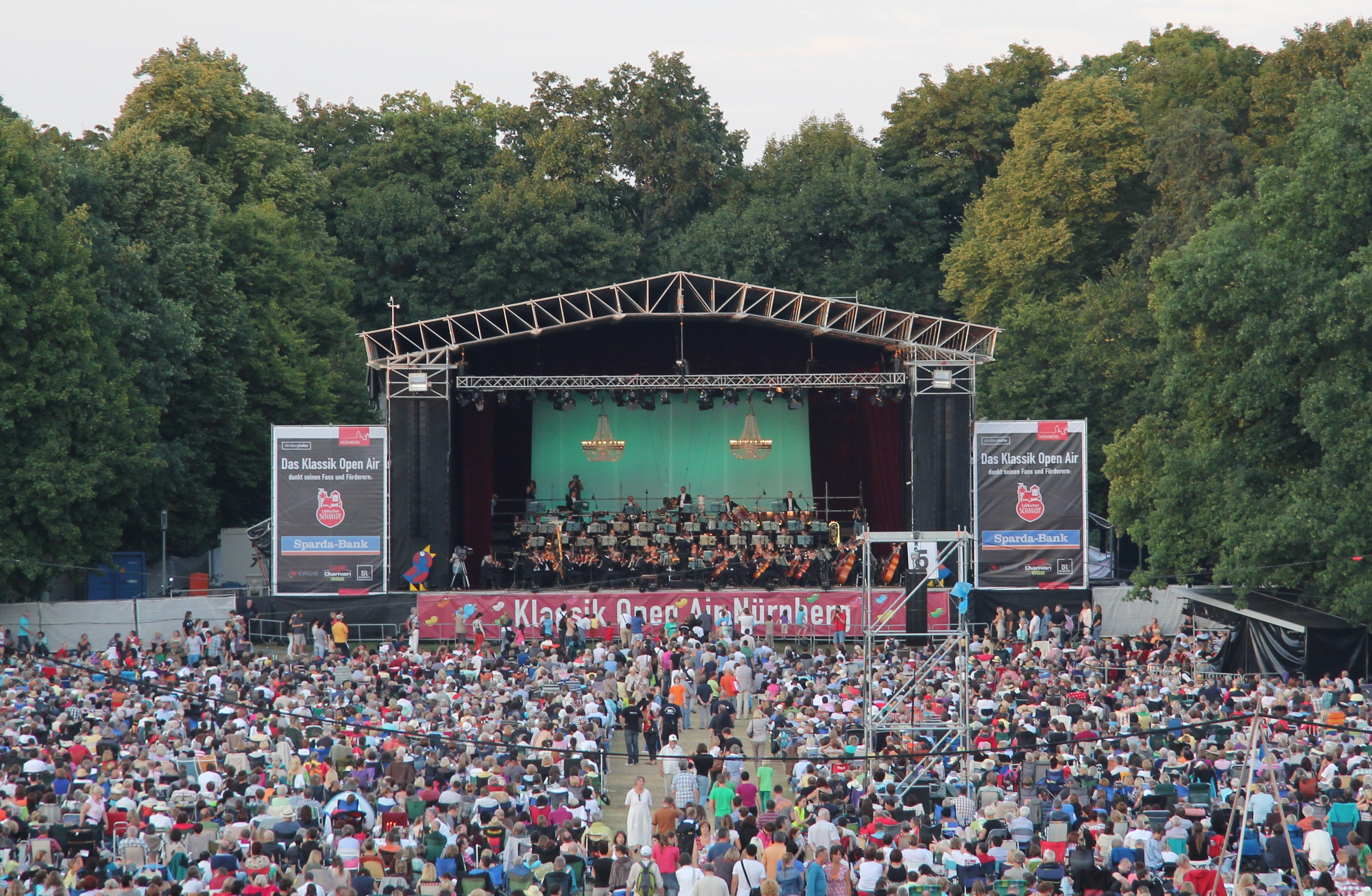
Blick auf die Bühne, 2012

Wegen des großen Erfolgs im Jubiläumsjahr wurde bereits 2001 eine Wiederholung des Konzerts geplant. Anfänglich wurde kritisch gesehen, dass der Luitpoldhain eine unrühmliche nationalsozialistische Vergangenheit als Ort der Fahnenweihe der NSDAP hat, was insbesondere im Zusammenhang mit der Aufführung der von den Nazi-Oberen besonders geschätzten Musik Richard Wagners ungute Erinnerungen weckte.
Nach einigen Schwierigkeiten vor allem mit der finanziellen Absicherung der Veranstaltung konnte sich das Klassik Open Air aber in den folgenden Jahren etablieren. Vier Großsponsoren aus Nürnberg unterstützen die Konzerte, dazu kommen Einnahmen aus dem Verkauf eines symbolischen Ansteckers in Form eines fliegenden Singvogels und von Speisen und Getränken am Rande der Veranstaltung. Dadurch werden etwa 60 % der Kosten gedeckt, weitere 40 % steuert der Kulturetat der Stadt bei. Seit 2003 spielen Symphoniker und Philharmoniker mit verschiedenen Solisten zwei getrennte Konzerte an zwei 14 Tage auseinander liegenden Wochenenden im Juli und August jeden Jahres. Seit 2005 gehört auch ein künstlerisch gestaltetes Feuerwerk mit Musik zur Veranstaltung.

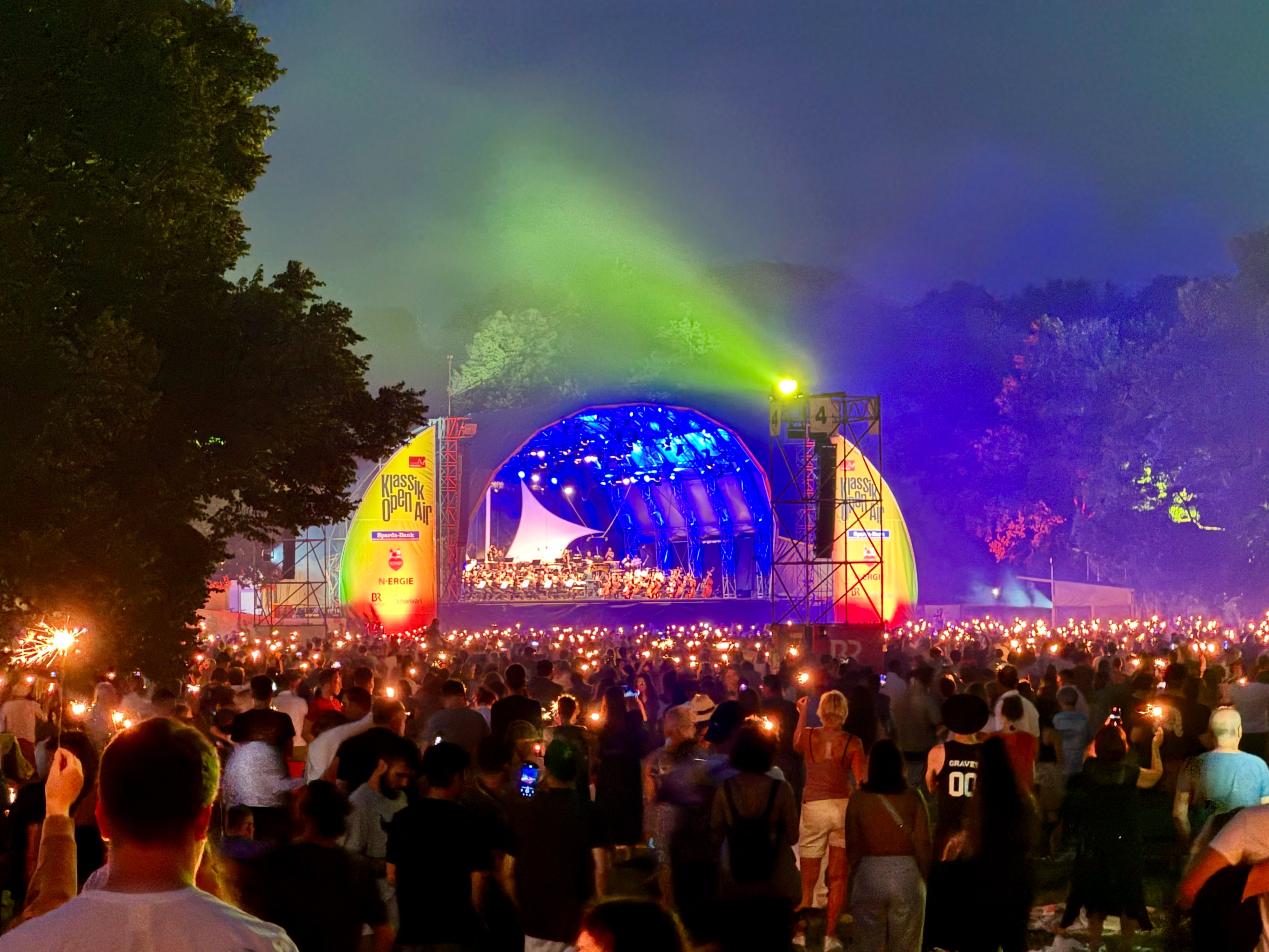
Abschluss mit Wunderkerzen, 2024

Musikalisch orientieren sich die Konzerte an der Größe und Zusammensetzung des Publikums. So gehören viele bekannte, populäre klassische Melodien zum Repertoire, zum Beispiel standen Ravels Bolero und Chatschaturjans Säbeltanz bereits mehrfach auf dem Programm. Dazu erfolgt auch eine Hinführung zu eher Klassikkennern bekannten Werken. Besonders im zweiten Teil der jeweils um 20 Uhr beginnenden Konzerte wurde der Unterhaltungsteil betont, so wurde beispielsweise Filmmusik aus Krieg der Sterne und Die glorreichen Sieben aufgeführt. Mit Rule, Britannia! (2003) und Land of Hope and Glory (2005) als letzte Stücke des Abends wurde dabei auch zweimal direkt Anleihe genommen bei den britischen Proms, wo diese beiden Stücke zum Standardrepertoire gehören und der gemeinsame Gesang der Zuschauer mit dem Orchester und das Schwenken von Wunderkerzen den stimmungsvollen Abschluss der Proms-Saison bei der „Last Night“ bildet.
2002 wurde das Konzept der Klassik-Freiluftkonzerte mit dem Preis der Region Nürnberg ausgezeichnet.
Das für den 24. Juli 2016 terminierte Klassik Open Air wurde von den Ereignissen um den Anschlag in München 2016 überschattet und deshalb abgesagt.
Die für 2020 und 2021 projektierten Veranstaltungen wurden wegen der COVID-19-Pandemie in Bayern ebenfalls abgesagt.